# 10A busz (Budapest)
A budapesti 10A jelzésű autóbusz a Móricz Zsigmond körtér (Karinthy Frigyes út) és Budafok, Városház tér között közlekedett. A járatot a Budapesti Közlekedési Vállalat üzemeltette.

## Története
1955. október 24-én a 10-es buszt a Fegyvernek utcáig hosszabbították, korábbi útvonalán, a Móricz Zsigmond körtér és az Andor utca között pedig 10A jelzésű betétjáratot indítottak el.
Az 1960-as évek első felében a 10A külső végállomását a Hunyadi János úthoz helyezték át. A megnövekedett utasforgalom miatt 1971. március 1-jétől Ikarus 180-as, majd 1978. január 2-ától Ikarus 280-as csuklós buszokkal közlekedett.
1984. szeptember 1-jén külső végállomását áthelyezték, így a buszok a Móricz Zsigmond körtér és Budafok, Varga Jenő (Városház) tér között közlekedtek. 1994. március 1-jétől Ikarus 260-as szóló buszok jártak a vonalon, majd 1995. május 12-én a járatot megszüntették, helyette a 3-as buszokat helyezték át a Budafoki útra.

## Útvonala
| Budafok, Városház tér felé | Móricz Zsigmond körtér (Karinthy Frigyes út) felé |
| --- | --- |
| Móricz Zsigmond körtér (Karinthy Frigyes út) vá. – Karinthy Frigyes út – Bartók Béla út – Lágymányosi utca – Budafoki út – Hunyadi János út – Kitérő út – felüljáró – Leányka utca – Savoyai Jenő tér – Kossuth Lajos utca – Budafok, Városház tér vá. | Budafok, Városház tér vá. – Kossuth Lajos utca – Donszky Árpád utca – Márai Terézia utca – Leányka utca – felüljáró – Kitérő út – Hunyadi János út – Budafoki út – Karinthy Frigyes út – Móricz Zsigmond körtér (Karinthy Frigyes út) vá. |

## Megállóhelyei
| 0  | Móricz Zsigmond körtér (Karinthy Frigyes út) végállomás | 20 | 3, 3, 7, 7A, 7, 10, 27, 40, 40, 53, 110, 127, 153, 173 6, 18, 19, 41, 47, 49, 61 |
| 2  | Karinthy Frigyes út                                     | 18 | 10, 86, 110 6                                                                    |
| 3  | Október huszonharmadika utca                            | 17 | 3, 10, 12, 86, 86, 110 4                                                         |
| 4  | Prielle Kornélia utca (↓) Dombóvári út (↑)              | 16 | 10, 110                                                                          |
| 5  | Kelenföldi Textilgyár                                   | 15 | 10, 110                                                                          |
| 7  | Magyar Kábel Művek                                      | 13 | 3, 10, 83, 110                                                                   |
| 8  | Galvani utca                                            | 11 | 10, 83, 110                                                                      |
| 9  | Budapesti Épületelemgyár                                | 10 | 10, 83, 110                                                                      |
| 10 | Zománchuzal Gyár                                        | 9  | 10, 83, 110                                                                      |
| 12 | Építész utca (↓) Építész utca (HITEKA) (↑)              | 8  | 3, 10, 14, 83, 110, 114                                                          |
| 13 | Vegyész utca                                            | 7  | 3, 10, 14, 83, 110, 114                                                          |
| 17 | Leányka utca                                            | 3  | 3, 14, 114 47                                                                    |
| 18 | Savoyai Jenő tér                                        | 2  | 3, 14, 58, 114, 150 47                                                           |
| ∫  | Városház tér                                            | 1  | 3, 3, 14, 58, 114, 150 47 Budafok-Belváros                                       |
| 20 | Budafok, Városház tér végállomás                        | 0  | 3, 3, 14, 58, 114, 150 47 Budafok-Belváros                                       |